# NPX (기업)
바이옵트로(Bioptro Inc.)는 대한민국의 기업이다.  본사는 경기도 용인시 기흥구 탑실로58번길 14에 위치해 있으며 대표이사는 김완수이다.

## 상장
2021년 11월 18일에 주관사를 한국투자증권으로 공모가 7,500원에 코스닥 시장에 상장하였다.

## 참고문헌
1. ↑  도전을 위한 또 한 번의 발걸음, 바이옵트로 김완수 대표의 기업가정신, Wow Tv, 2022-12-30
2. ↑  바이옵트로, 반도체기판 검사기 출시로 '상한가', EBN, 2023.06.07